# INSL3
L'insulin-like 3 (Insl3) est une protéine qui, chez l'humain, est codée par le gène INSL3,.

## Fonction
La protéine codée par ce gène est une hormone de type insuline produite principalement dans les tissus gonadiques des mâles et des femelles. Des études sur modèle murin suggèrent l'implication de ce gène dans le développement du tractus urogénital (en) et de la fertilité féminine. L'INSL-3 initie la progression méiotique dans les ovocytes enfermés dans un follicule en médiant une réduction de la concentration intraovoculaire d'AMPc par l'activation du récepteur 8 couplé à la protéine G (LGR8). Elle peut également agir comme une hormone pour réguler la croissance et la différenciation du gubernaculum et ainsi médier la descente testiculaire intraabdominale. Les mutations de ce gène peuvent entraîner une cryptorchidie, mais n'en sont pas une cause fréquente.